# Prostheclina boreoxantha
Prostheclina boreoxantha là một loài nhện trong họ Salticidae.
Loài này thuộc chi Prostheclina. Prostheclina boreoxantha được Richardson & Marek Żabka miêu tả năm 2007.